# هما شهر
هما شهر (بالفارسية: هماشهر) هي منطقة سكنية تقع في إيران في Hamaijan District. يقدر عدد سكانها بـ 2,385 نسمة .